# سنغتشين (تشغاخور)
سنغتشين (بالفارسية: سنگچین) هي قرية تقع في إيران في قسم تشغاخور الريفي. يقدر عدد سكانها بـ 19 نسمة بحسب إحصاء 2016.